# Голачув (Клодзький повіт)
Голачув (пол. Gołaczów, нім. Hallatsch; 1937–1945 Hallgrund) — село в Польщі, у гміні Левін-Клодзький Клодзького повіту Нижньосілезького воєводства.
Населення — 66 осіб (2011).
У 1975-1998 роках село належало до Валбжиського воєводства.

## Демографія
Демографічна структура станом на 31 березня 2011 року:
|          | Загалом | Допрацездатний вік | Працездатний вік | Постпрацездатний вік |
| -------- | ------- | ------------------ | ---------------- | -------------------- |
| Чоловіки | 36      | 7                  | 27               | 2                    |
| Жінки    | 30      | 6                  | 18               | 6                    |
| Разом    | 66      | 13                 | 45               | 8                    |